# Комбинации каптоприла и диуретиков
Комбинации каптоприла и диуретиков — ряд комбинированных лекарственных средств, в состав которых входит каптоприл и один из препаратов группы диуретиков. Одновременное применение данных средств приводит к более выраженному проявлению гипотензивного эффекта. В классификаторе АТХ представлены одним кодом C09BA01.

## Применение
Основным показанием к применению данных препаратов является артериальная гипертензия.
Имеются данные двойного слепого рандомизированного плацебо-контролируемого исследования эффективности комбинации каптоприла и гидрохлоротиазида, в ходе которого оценивалась эффективность данного состава в отношении пожилых пациентов с умеренной гипертензией. По результатам исследования было установлено, что артериальное давление нормализовалось (показатель диастолического давления снизился до уровня 90 мм рт. ст. или ниже) после 6 недель терапии с однократной дозировкой 25 мг каптоприла + 12,5 мг гидрохлоротиазида в 72,4 % случаев (в плацебо-группе — 3,7 %). После 12 недель лечения и однократно применяемых доз соответственно 50 мг и 25 мг давление нормализовалось в 96,6 % случаев. При этом каких-либо существенных побочных эффектов от данной терапии зафиксировано не было, гематологические и биохимические изменения оставались в пределах нормы во всех обследуемых группах. Таким образом, приём комбинации каптоприла и гидрохлоротиазида в указанных дозировках один раз в день является эффективным и безопасным средством при лечении мягкой и умеренной гипертензии у пожилых пациентов.

## Фармакоэкономика
В России зарегистрирован один комбинированный препарат из этой группы, «Капозид» (Бристол-Майерс Сквибб, Австралия), имеющий в составе 50 мг каптоприла и 25 мг гидрохлоротиазида.
Также каптоприл с различными препаратами из группы диуретиков приобретают и принимают по отдельности.